# مودارتباران
مودارتباران (نام علمی: Trichocereeae) نام یک تبار از زیرخانواده کاکتوس‌واریان است.

## سرده‌ها
- خارغنچه‌ها
- کاکتوس‌های بندبند
- کاکتوس گدازه
- کاکتوس‌های پوشیده‌گل
- کاکتوس‌های سیخ‌دراز
- کاکتوس‌های قرصی
- کاکتوس‌های پرخار
- کاکتوس‌های سپیدمو
- کاکتوس سپیدمونما
- کاکتوس‌های پرخار برزیلی
- کاکتوس‌های پرچانه
- کاکتوس‌های خارپوش
- ×Haagespostoa
- کاکتوس‌های مهتابی
- موم‌انجیر لئو
- ماتوکانا
- کاکتوس گل‌قیفی
- ارئوسرئوس
- کاکتوس‌های پردنده
- موم‌انجیر کوتوله
- موم‌انجیر گل‌سفید
- ربوتیا
- کاکتوس‌های دیگرگل
- کاکتوس‌های بزرگ‌ساقه
- موم‌انجیر یونگاس